# Sebastián Yatra/Diskografie
Diese Diskografie ist eine Übersicht über die musikalischen Werke des kolumbianischen Sängers und Songwriters Sebastián Yatra. Den Schallplattenauszeichnungen zufolge hat er bisher mehr als 26,1 Millionen Tonträger verkauft. Seine erfolgreichste Veröffentlichung ist das Album Dharma mit über 2,7 Millionen verkauften Einheiten.

## Alben

### Studioalben
| Jahr | Titel Musiklabel                      | Höchstplatzierung, Gesamtwochen, AuszeichnungChartplatzierungen (Jahr, Titel, Musiklabel, Platzierungen, Wochen, Auszeichnungen, Anmerkungen) | Höchstplatzierung, Gesamtwochen, AuszeichnungChartplatzierungen (Jahr, Titel, Musiklabel, Platzierungen, Wochen, Auszeichnungen, Anmerkungen) | Höchstplatzierung, Gesamtwochen, AuszeichnungChartplatzierungen (Jahr, Titel, Musiklabel, Platzierungen, Wochen, Auszeichnungen, Anmerkungen) | Anmerkungen                           |
| Jahr | Titel Musiklabel                      | Latin | ES | CO | Anmerkungen                           |
| ---- | ------------------------------------- | --- | --- | --- | ------------------------------------- |
| 2018 | Mantra Universal Music Latino (UMG)   | Latin3 ×2Doppelplatin · (68 Wo.)Latin | ES22 (3 Wo.)ES | CO— ×4VierfachplatinCO | Erstveröffentlichung: 18. Mai 2018    |
| 2019 | Fantasía Universal Music Latino (UMG) | Latin5 Platin · (8 Wo.)Latin | ES4 (30 Wo.)ES | CO— ×2DoppelplatinCO | Erstveröffentlichung: 12. April 2019  |
| 2022 | Dharma Universal Music Latino (UMG)   | Latin13 ×5Fünffachplatin · (35 Wo.)Latin | ES1 Platin · (149 Wo.)ES | CO— ×2DoppeldiamantCO | Erstveröffentlichung: 28. Januar 2022 |
| 2025 | Milagro Universal Music Latino (UMG)  | Latin— PlatinLatin | ES10 (… Wo.)ES | — | Erstveröffentlichung: 16. Mai 2025    |

### Mixtapes
| Jahr | Titel Musiklabel                                          | Anmerkungen                        |
| ---- | --------------------------------------------------------- | ---------------------------------- |
| 2016 | The Mixtape: JukeBox, Vol. 1 Universal Music Latino (UMG) | Erstveröffentlichung: 24. Mai 2016 |

### EPs
| Jahr | Titel Musiklabel                   | Anmerkungen                                               |
| ---- | ---------------------------------- | --------------------------------------------------------- |
| 2017 | Yatra Universal Music Latino (UMG) | Erstveröffentlichung: 26. Mai 2017 · CO: ×4Vierfachplatin |

## Singles

### Als Leadmusiker
| Jahr | Titel Album                                           | Höchstplatzierung, Gesamtwochen, AuszeichnungChartplatzierungen (Jahr, Titel, Album, Platzierungen, Wochen, Auszeichnungen, Anmerkungen) | Höchstplatzierung, Gesamtwochen, AuszeichnungChartplatzierungen (Jahr, Titel, Album, Platzierungen, Wochen, Auszeichnungen, Anmerkungen) | Höchstplatzierung, Gesamtwochen, AuszeichnungChartplatzierungen (Jahr, Titel, Album, Platzierungen, Wochen, Auszeichnungen, Anmerkungen) | Höchstplatzierung, Gesamtwochen, AuszeichnungChartplatzierungen (Jahr, Titel, Album, Platzierungen, Wochen, Auszeichnungen, Anmerkungen) | Höchstplatzierung, Gesamtwochen, AuszeichnungChartplatzierungen (Jahr, Titel, Album, Platzierungen, Wochen, Auszeichnungen, Anmerkungen) | Anmerkungen |
| Jahr | Titel Album                                           | CH | US | Latin | ES | CO | Anmerkungen |
| --- | ----------------------------------------------------- | --- | --- | --- | --- | --- | --- |
| 2013 | El psicólogo –                                        | — | — | — | — | — | Erstveröffentlichung: 5. Oktober 2013                                                                                   |
| 2014 | Todo lo que siento –                                  | — | — | — | — | — | Erstveröffentlichung: 3. März 2014                                                                                      |
| 2014 | Love You Forever –                                    | — | — | — | — | — | Erstveröffentlichung: 3. März 2014                                                                                      |
| 2014 | Para olvidar Yatra                                    | — | — | — | — | — | Erstveröffentlichung: 9. Oktober 2014                                                                                   |
| 2015 | No me llames –                                        | — | — | — | — | — | Erstveröffentlichung: 1. April 2015                                                                                     |
| 2015 | Cómo mirarte Mantra                                   | — | — | — | ES— GoldES | — | Erstveröffentlichung: 20. Oktober 2015                                                                                  |
| 2016 | Si esto no se llama amor The Mixtape: JukeBox, Vol. 1 | — | — | — | — | — | Erstveröffentlichung: 24. Mai 2016                                                                                      |
| 2016 | Que tengo que hacer The Mixtape: JukeBox, Vol. 1      | — | — | — | — | — | Erstveröffentlichung: 24. Mai 2016 feat. Feid                                                                           |
| 2016 | Lo que siento por ti The Mixtape: JukeBox, Vol. 1     | — | — | — | — | — | Erstveröffentlichung: 24. Mai 2016 feat. Karol G                                                                        |
| 2016 | Dime The Mixtape: JukeBox, Vol. 1                     | — | — | — | — | — | Erstveröffentlichung: 24. Mai 2016 feat. Pasabordo                                                                      |
| 2016 | Déjate amar The Mixtape: JukeBox, Vol. 1              | — | — | — | — | — | Erstveröffentlichung: 24. Mai 2016                                                                                      |
| 2016 | Below Zero The Mixtape: JukeBox, Vol. 1               | — | — | — | — | — | Erstveröffentlichung: 24. Mai 2016                                                                                      |
| 2016 | Traicionera Yatra                                     | — | — | Latin26 Diamant · (20 Wo.)Latin | ES1 ×5Fünffachplatin · (61 Wo.)ES | CO8 ×2Doppelplatin · (11 Wo.)CO | Erstveröffentlichung: 24. Juni 2016 Remix mit Cosculluela & Cali y el Dandee                                            |
| 2016 | De sol a sol –                                        | — | — | — | — | — | Erstveröffentlichung: 14. Oktober 2016 mit Martina la Peligrosa, Reykon & Alkilados                                     |
| 2016 | Te regalo Yatra                                       | — | — | — | — | — | Erstveröffentlichung: 13. Dezember 2016                                                                                 |
| 2017 | Alguien robó Yatra                                    | — | — | Latin31 ×2Doppelplatin · (13 Wo.)Latin                                                                                                   | ES22 ×2Doppelplatin · (32 Wo.)ES | CO14 Platin · (8 Wo.)CO | Erstveröffentlichung: 10. Februar 2017 feat. Nacho & Wisin                                                              |
| 2017 | No Vacancy (Latin Version) –                          | — | — | — | — | — | Erstveröffentlichung: 19. Mai 2017 mit OneRepublic                                                                      |
| 2017 | Summer Days –                                         | — | — | — | — | — | Erstveröffentlichung: 9. Juni 2017 mit Milow                                                                            |
| 2017 | Devuélveme el corazón Mantra                          | — | — | — | ES— GoldES | CO— PlatinCO | Erstveröffentlichung: 9. Juni 2017                                                                                      |
| 2017 | Sutra Mantra                                          | — | — | Latin26 Platin · (16 Wo.)Latin | ES17 Platin · (26 Wo.)ES | CO5 Gold · (19 Wo.)CO | Erstveröffentlichung: 13. Oktober 2017 feat. Dálmata                                                                    |
| 2017 | Te lo pido por favor –                                | — | — | — | — | — | Erstveröffentlichung: 24. November 2017 mit Alejandro González                                                          |
| 2018 | No hay nadie más Mantra                               | — | — | — | ES65 ×2Doppelplatin · (15 Wo.)ES | CO8 (25 Wo.)CO | Erstveröffentlichung: 26. Januar 2018 Remix mit Argüello & Mik Mish                                                     |
| 2018 | Soy tuya (Reloaded) –                                 | — | — | — | — | — | Erstveröffentlichung: 21. März 2018 mit Gloria Trevi & Alejandra Guzmán                                                 |
| 2018 | Quédate de sol a sol –                                | — | — | — | — | — | Erstveröffentlichung: 27. März 2018 mit Daniel Betancourth                                                              |
| 2018 | Por perro Mantra                                      | — | — | Latin27 ×4Vierfachplatin · (12 Wo.)Latin                                                                                                 | ES28 Platin · (22 Wo.)ES | CO9 (26 Wo.)CO | Erstveröffentlichung: 30. März 2018 feat. Luis Figueroa & Lary Over                                                     |
| 2018 | Love Mantra                                           | — | — | — | — | — | Erstveröffentlichung: 20. April 2018 feat. Gianluca Vacchi                                                              |
| 2018 | Yo te vine a amar –                                   | — | — | — | — | — | Erstveröffentlichung: 4. Mai 2018 mit Ivete Sangalo                                                                     |
| 2018 | My Only One (No hay nadie más) –                      | — | — | — | — | — | Erstveröffentlichung: 27. Juli 2018 mit Isabela Moner                                                                   |
| 2018 | Ya no tiene novio –                                   | — | — | Latin12 (20 Wo.)Latin | ES27 Platin · (25 Wo.)ES | CO5 ×8Achtfachplatin · (25 Wo.)CO | Erstveröffentlichung: 10. August 2018 mit Mau y Ricky                                                                   |
| 2018 | Contigo siempre –                                     | — | — | — | — | — | Erstveröffentlichung: 31. August 2018 mit Alejandro Fernández                                                           |
| 2018 | Vuelve Fantasía                                       | — | — | — | ES26 ×2Doppelplatin · (13 Wo.)ES | — | Erstveröffentlichung: 28. September 2018 feat. Beret                                                                    |
| 2018 | Aquí estaré –                                         | — | — | — | — | — | Erstveröffentlichung: 5. Oktober 2018 mit Sky & Zion y Lennox                                                           |
| 2018 | Atado entre tus manos –                               | — | — | — | — | — | Erstveröffentlichung: 2. November 2018 mit Tommy Torres                                                                 |
| 2018 | Ya no tiene novio (Remix) –                           | — | — | — | — | — | Erstveröffentlichung: 23. November 2018 mit Mau y Ricky feat. Farruko                                                   |
| 2019 | Un año Fantasía                                       | — | — | Latin12 ×4Vierfachplatin · (19 Wo.)Latin                                                                                                 | ES6 ×4Vierfachplatin · (33 Wo.)ES | CO8 (17 Wo.)CO | Erstveröffentlichung: 18. Januar 2019 mit Reik                                                                          |
| 2019 | Déjate querer –                                       | — | — | — | ES16 ×2Doppelplatin · (34 Wo.)ES | — | Erstveröffentlichung: 1. März 2019 mit Lalo Ebratt & Yera feat. Trapical Minds                                          |
| 2019 | Cristina Fantasía                                     | — | — | — | ES25 ×2Doppelplatin · (13 Wo.)ES | CO15 (1 Wo.)CO | Erstveröffentlichung: 22. März 2019                                                                                     |
| 2019 | En cero –                                             | — | — | Latin— PlatinLatin | ES70 Gold · (7 Wo.)ES | — | Erstveröffentlichung: 24. Mai 2019 mit Yandel & Manuel Turizo                                                           |
| 2019 | Runaway Dharma                                        | CH96 (1 Wo.)CH | — | Latin12 ×7Siebenfachplatin · (17 Wo.)Latin                                                                                               | ES29 Platin · (15 Wo.)ES | CO— ×3DreifachplatinCO | Erstveröffentlichung: 21. Juni 2019 feat. Daddy Yankee, Jonas Brothers & Natti Natasha                                  |
| 2019 | Mañana no hay clase (24/7) –                          | — | — | — | — | — | Erstveröffentlichung: 24. Oktober 2019 feat. Ñejo & Dalmata                                                             |
| 2019 | No ha parado de llover –                              | — | — | — | — | — | Erstveröffentlichung: 1. November 2019 mit Maná                                                                         |
| 2019 | Santa Claus Is Comin’ to Town –                       | — | — | Latin21 Gold · (3 Wo.)Latin | ES76 (1 Wo.)ES | — | Erstveröffentlichung: 8. November 2019 in Spanien erst 2021/22 in den Charts                                            |
| 2019 | Boomshakalaka –                                       | — | — | — | ES— GoldES | — | Erstveröffentlichung: 29. November 2019 Dimitri Vegas & Like Mike vs. Afro Bros & Sebastián Yatra feat. Camilo & Emilia |
| 2019 | Magnetic –                                            | — | — | — | — | — | Erstveröffentlichung: 20. Dezember 2019 mit Monsta X                                                                    |
| 2020 | TBT Dharma                                            | — | — | Latin16 ×3Dreifachplatin · (13 Wo.)Latin                                                                                                 | ES39 Platin · (27 Wo.)ES | — | Erstveröffentlichung: 20. Februar 2020 feat. Rauw Alejandro & Manuel Turizo                                             |
| 2020 | Falta amor –                                          | — | — | Latin— PlatinLatin | ES— GoldES | — | Erstveröffentlichung: 26. März 2020 mit Ricky Martin                                                                    |
| 2020 | A dónde van Dharma                                    | — | — | Latin— GoldLatin | — | — | Erstveröffentlichung: 21. August 2020 feat. Alvaro Diaz                                                                 |
| 2020 | Chica ideal Dharma                                    | — | — | Latin13 ×4Vierfachplatin · (20 Wo.)Latin                                                                                                 | ES10 ×3Dreifachplatin · (39 Wo.)ES | CO9 Gold · (17 Wo.)CO | Erstveröffentlichung: 15. Oktober 2020 mit Guaynaa                                                                      |
| 2021 | Adiós Dharma                                          | — | — | — | ES100 (1 Wo.)ES | — | Erstveröffentlichung: 5. Februar 2021                                                                                   |
| 2021 | Pareja del año Dharma                                 | — | — | Latin10 ×8Achtfachplatin · (26 Wo.)Latin                                                                                                 | ES1 ×8Achtfachplatin · (73 Wo.)ES | CO3 ×2Doppeldiamant · (20 Wo.)CO | Erstveröffentlichung: 5. Februar 2021 feat. Myke Towers                                                                 |
| 2021 | No Llores Más –                                       | — | — | — | — | — | Erstveröffentlichung: 9. Juli 2021 mit Simone & Simaria                                                                 |
| 2021 | Delincuente –                                         | — | — | — | ES94 (1 Wo.)ES | — | Erstveröffentlichung: 13. August 2021 mit Jhay Cortez                                                                   |
| 2021 | Tacones rojos Dharma                                  | — | — | Latin12 ×2Diamant + Doppelplatin · (22 Wo.)Latin                                                                                         | ES2 ×10Zehnfachplatin · (114 Wo.)ES | — | Erstveröffentlichung: 24. Oktober 2021                                                                                  |
| 2021 | Dos Oruguitas Encanto O.S.T.                          | — | US36 Platin · (16 Wo.)US | Latin2 (19 Wo.)Latin | ES— GoldES | — | Erstveröffentlichung: 18. November 2021 · UK: Gold                                                                      |
| 2022 | Amor pasajero Dharma                                  | — | — | — | ES83 Gold · (1 Wo.)ES | — | Erstveröffentlichung: 7. Januar 2022                                                                                    |
| 2022 | Melancólicos anónimos Dharma                          | — | — | — | ES76 Gold · (3 Wo.)ES | — | Erstveröffentlichung: 21. Januar 2022                                                                                   |
| 2022 | Contigo Dharma +                                      | — | — | — | ES56 Platin · (1 Wo.)ES | — | Erstveröffentlichung: 21. Juli 2022 feat. Pablo Alborán                                                                 |
| 2023 | Una Noche Sin Pensar Milagro                          | — | — | Latin— PlatinLatin | ES66 ×2Doppelplatin · (25 Wo.)ES | — | Erstveröffentlichung: 17. Februar 2023                                                                                  |
| 2023 | Vagabundo Milagro                                     | — | — | Latin35 ×8Achtfachplatin · (6 Wo.)Latin                                                                                                  | ES3 ×9Neunfachplatin · (… Wo.)ES | — | Erstveröffentlichung: 12. Mai 2023 feat. Manuel Turizo & Beéle                                                          |
| 2023 | Energía Bacana –                                      | — | — | Latin— PlatinLatin | ES59 Platin · (8 Wo.)ES | — | Erstveröffentlichung: 15. September 2023                                                                                |
| 2024 | Akureyri –                                            | — | — | — | ES8 Platin · (13 Wo.)ES | — | Erstveröffentlichung: 25. April 2024 mit Aitana                                                                         |
| 2024 | 2AM Milagro                                           | — | — | — | ES18 Platin · (16 Wo.)ES | — | Erstveröffentlichung: 22. November 2024 feat. Bad Gyal                                                                  |
| Folgende Lieder erschienen nicht als Single, wurden aber durch das Album zum Download und Streaming bereitgestellt und konnten somit eine Platzierung erlangen: |                                                       | | | | | | |
| |                                                       | | | | | | |
| 2022 | Las dudas Dharma                                      | — | — | — | ES92 Gold · (1 Wo.)ES | — | feat. Aitana |
| 2022 | Dharma                                                | — | — | — | ES73 ×2Doppelplatin · (6 Wo.)ES | — | feat. Jorge Celedón & Rosario                                                                                           |

### Als Gastmusiker
| Jahr | Titel Album                              | Höchstplatzierung, Gesamtwochen, AuszeichnungChartplatzierungen (Jahr, Titel, Album, Platzierungen, Wochen, Auszeichnungen, Anmerkungen) | Höchstplatzierung, Gesamtwochen, AuszeichnungChartplatzierungen (Jahr, Titel, Album, Platzierungen, Wochen, Auszeichnungen, Anmerkungen) | Höchstplatzierung, Gesamtwochen, AuszeichnungChartplatzierungen (Jahr, Titel, Album, Platzierungen, Wochen, Auszeichnungen, Anmerkungen) | Höchstplatzierung, Gesamtwochen, AuszeichnungChartplatzierungen (Jahr, Titel, Album, Platzierungen, Wochen, Auszeichnungen, Anmerkungen) | Höchstplatzierung, Gesamtwochen, AuszeichnungChartplatzierungen (Jahr, Titel, Album, Platzierungen, Wochen, Auszeichnungen, Anmerkungen) | Anmerkungen                                                                                  |
| Jahr | Titel Album                              | CH | US | Latin | ES | CO | Anmerkungen                                                                                  |
| ---- | ---------------------------------------- | --- | --- | --- | --- | --- | -------------------------------------------------------------------------------------------- |
| 2015 | Por fin te encontré –                    | — | — | Latin47 ×5Fünffachplatin · (3 Wo.)Latin                                                                                                  | ES1 ×4Vierfachplatin · (49 Wo.)ES | — | Erstveröffentlichung: 24. September 2015 Cali y el Dandee feat. Juan Magán & Sebastián Yatra |
| 2017 | Traicionera (Versión Portugués) Somos Um | — | — | — | — | — | Erstveröffentlichung: 30. Juni 2017 Fly feat. Sebastián Yatra                                |
| 2017 | Robarte un beso Vives                    | — | — | Latin13 ×3Dreifachdiamant · (26 Wo.)Latin                                                                                                | ES16 ×4Vierfachplatin · (42 Wo.)ES | CO1 (32 Wo.)CO | Erstveröffentlichung: 28. Juli 2017 Carlos Vives feat. Sebastián Yatra                       |
| 2017 | Edge of the Night (Spanish Version) –    | — | — | — | — | — | Erstveröffentlichung: 11. August 2017 Sheppard feat. Sebastián Yatra                         |
| 2017 | Suena el dembow La Movida                | — | — | Latin15 (2 Wo.)Latin | ES6 ×3Dreifachplatin · (38 Wo.)ES | — | Erstveröffentlichung: 1. September 2017 Joey Montana feat. Sebastián Yatra                   |
| 2017 | Ave María The Sauce (Los Remixes)        | — | — | — | — | — | Erstveröffentlichung: 8. Dezember 2017 Lafame feat. Sebastián Yatra                          |
| 2018 | A partir de hoy En tus planes            | — | — | Latin— ×2DoppelplatinLatin | ES7 ×4Vierfachplatin · (44 Wo.)ES | — | Erstveröffentlichung: 16. März 2018 David Bisbal feat. Sebastián Yatra                       |
| 2018 | Quiero volver                            | — | — | — | — | — | Erstveröffentlichung: 3. August 2018 Tini feat. Sebastián Yatra                              |
| 2018 | Magia Trece                              | — | — | — | — | CO8 (7 Wo.)CO | Erstveröffentlichung: 24. August 2018 Andrés Cepeda feat. Sebastián Yatra                    |
| 2018 | Ni Gucci ni Prada (Remix) New Beginning  | — | — | — | — | — | Erstveröffentlichung: 21. Dezember 2018 Kenny Man feat. Sebastián Yatra                      |
| 2019 | Date la vuelta Ley de Gravedad           | CH27 (2 Wo.)CH | — | Latin31 (20 Wo.)Latin | ES23 Platin · (21 Wo.)ES | — | Erstveröffentlichung: 26. April 2019 Luis Fonsi feat. Sebastián Yatra & Nicky Jam            |
| 2019 | Bonita Más futuro que pasado             | — | — | Latin27 Gold · (12 Wo.)Latin | ES71 Platin · (11 Wo.)ES | — | Erstveröffentlichung: 6. September 2019 Juanes feat. Sebastián Yatra                         |
| 2019 | Oye Tini Tini Tini                       | — | — | — | ES72 Gold · (1 Wo.)ES | — | Erstveröffentlichung: 11. Oktober 2019 Tini feat. Sebastián Yatra                            |
| 2020 | Locura Colegio                           | — | — | Latin— GoldLatin | ES39 Platin · (21 Wo.)ES | — | Erstveröffentlichung: 8. Mai 2020 Cali y el Dandee feat. Sebastián Yatra                     |
| 2020 | Bajo la mesa ¿A Dónde Vamos?             | — | — | — | ES52 Platin · (4 Wo.)ES | CO13 (1 Wo.)CO | Erstveröffentlichung: 22. Mai 2020 Morat feat. Sebastián Yatra                               |
| 2020 | No bailes sola K.O.                      | — | — | Latin— PlatinLatin | ES— GoldES | — | Erstveröffentlichung: 17. Juli 2020 Danna Paola feat. Sebastián Yatra                        |
| 2020 | Corazón sin vida 11 Razones              | — | — | — | ES4 ×2Doppelplatin · (22 Wo.)ES | — | Erstveröffentlichung: 2. Oktober 2020 Aitana feat. Sebastián Yatra                           |
| 2022 | Ojos Marrones (Remix) –                  | — | — | — | ES88 (1 Wo.)ES | — | Erstveröffentlichung: 8. Mai 2020 Lasso feat. Sebastián Yatra                                |
| 2023 | XQ Sigues Pasando :( Insomnio            | — | — | — | ES68 (1 Wo.)ES | — | Erstveröffentlichung: 7. September 2023 Abraham Mateo feat. Sebastián Yatra                  |

## Statistik

### Chartauswertung
|                     | Latin       | ES    |
| ------------------- | ----------- | ----- |
| Nummer-eins-Alben   | Latin—Latin | ES1ES |
| Top-10-Alben        | Latin2Latin | ES3ES |
| Alben in den Charts | Latin3Latin | ES4ES |

|                       | CH    | US    | Latin        | ES     | CO     |
| --------------------- | ----- | ----- | ------------ | ------ | ------ |
| Nummer-eins-Singles   | CH—CH | US—US | Latin—Latin  | ES3ES  | CO1CO  |
| Top-10-Singles        | CH—CH | US—US | Latin2Latin  | ES11ES | CO10CO |
| Singles in den Charts | CH2CH | US1US | Latin19Latin | ES40ES | CO13CO |

### Auszeichnungen für Musikverkäufe
| Land/RegionAuszeichnungen für Musikverkäufe (Land/Region, Auszeichnungen, Verkäufe, Quellen) | Gold       | Platin         | Diamant       | Verkäufe  | Quellen             |
| -------------------------------------------------------------------------------------------- | ---------- | -------------- | ------------- | --------- | ------------------- |
| Argentinien (CAPIF)                                                                          | 4× Gold4   | 9× Platin9     | —             | 210.000   | Einzelnachweise     |
| Brasilien (PMB)                                                                              | 7× Gold7   | 7× Platin7     | Diamant1      | 710.000   | pro-musicabr.org.br |
| Chile (IFPI)                                                                                 | 10× Gold10 | 60× Platin60   | —             | 1.550.000 | Einzelnachweise     |
| Ecuador (SOPROFON)                                                                           | 3× Gold3   | 32× Platin32   | 6× Diamant6   | 558.000   | Einzelnachweise     |
| Italien (FIMI)                                                                               | 3× Gold3   | Platin1        | —             | 100.000   | fimi.it             |
| Kanada (MC)                                                                                  | —          | Platin1        | —             | 80.000    | musiccanada.com     |
| Kolumbien (ASINCOL)                                                                          | 2× Gold2   | 25× Platin25   | 4× Diamant4   | 1.220.000 | Einzelnachweise     |
| Mexiko (AMPROFON)                                                                            | 15× Gold15 | 39× Platin39   | 12× Diamant12 | 6.400.000 | amprofon.com.mx     |
| Peru (UNIMPRO)                                                                               | 3× Gold3   | 13× Platin13   | 2× Diamant2   | 199.000   | Einzelnachweise     |
| Portugal (AFP)                                                                               | 4× Gold4   | 3× Platin3     | —             | 50.000    | Einzelnachweise     |
| Spanien (Promusicae)                                                                         | 13× Gold13 | 84× Platin84   | —             | 4.930.000 | elportaldemusica.es |
| Uruguay (CUD)                                                                                | —          | 5× Platin5     | —             | 15.000    | Einzelnachweise     |
| Venezuela (APFV)                                                                             | 2× Gold2   | 3× Platin3     | —             | 40.000    | Einzelnachweise     |
| Vereinigte Staaten (RIAA)                                                                    | 4× Gold4   | 65× Platin65   | 5× Diamant5   | 7.970.000 | riaa.com            |
| Vereinigtes Königreich (BPI)                                                                 | Gold1      | —              | —             | 400.000   | bpi.co.uk           |
| Zentralamerika (CFC)                                                                         | Gold1      | 19× Platin19   | 4× Diamant4   | 1.895.000 | cfc-musica.com      |
| Insgesamt                                                                                    | 72× Gold72 | 366× Platin366 | 34× Diamant34 |           |                     |